# Psi-Operator
| QS-Informatik | Dieser Artikel wurde wegen inhaltlicher Mängel auf der Qualitätssicherungsseite der Redaktion Informatik eingetragen. Dies geschieht, um die Qualität der Artikel aus dem Themengebiet Informatik auf ein akzeptables Niveau zu bringen. Hilf mit, die inhaltlichen Mängel dieses Artikels zu beseitigen, und beteilige dich an der Diskussion! (+) Begründung: Seit Jahren gänzlich unbequellt und auch Google findet da nichts brauchbares. Ist der Artikel komplett TF? --RokerHRO (Diskussion) 17:07, 12. Dez. 2017 (CET) |

Der Psi-Operator ist eine 3-stellige boolesche Funktion. Seine besondere Bedeutung liegt darin, dass sich jede  logische Funktion durch den Psi-Operator darstellen lässt.

## Wertetafel des Psi-Operators
Der Psi-Operator ist durch die folgende Wertetafel definiert:
| a | b | c | Ψ(a,b,c) |
| - | - | - | -------- |
| 0 | 0 | 0 | 0        |
| 0 | 0 | 1 | 0        |
| 0 | 1 | 0 | 1        |
| 0 | 1 | 1 | 1        |
| 1 | 0 | 0 | 0        |
| 1 | 0 | 1 | 1        |
| 1 | 1 | 0 | 0        |
| 1 | 1 | 1 | 1        |

Dies entspricht {\displaystyle (\lnot a\land b)\lor (a\land c)}.

## Darstellung beliebiger Schaltfunktionen durch den Psi-Operator
Satz
Jede beliebige Schaltfunktion kann durch den Psi-Operator dargestellt werden.
Beweis (Skizze)
Es genügt zu zeigen, dass die drei Funktionen Logische Verneinung, Logisches Und und Logisches Oder dargestellt werden können. Dies lässt sich durch geeignete Eingaben für den Psi-Operator erreichen.
{\displaystyle \lnot x=\Psi (x,1,0)}
{\displaystyle x\land y=\Psi (x,0,y)}
{\displaystyle x\lor y=\Psi (x,y,1)}